# Hideko Mizuno
Pour les articles homonymes, voir Mizuno (homonymie).
Hideko Mizuno (水野 英子, Mizuno Hideko), née le 29 octobre 1939 à Shimonoseki, préfecture de Yamaguchi, est une mangaka japonaise célèbre pour ses œuvres comme Les aventures de Pollen ou encore Fire!.
Grandement influencée par Osamu Tezuka, elle commence sa carrière en 1955 et intègre le groupe du Tokiwasō en 1958, où elle travaille avec Shōtarō Ishinomori et Fujio Akatsuka. Inspirée par les cultures rock et hippie de son époque, elle possède un tempérament rebelle et explore et développe ainsi de nombreux domaines du shōjo manga (manga pour fille) lors des années 1950 et 1960, avant de se tourner vers ce qui deviendra le ladies' comics (manga pour femmes adultes) à partir des années 1970.
Souvent regardée comme une des autrices pionnières du manga féminin, son œuvre est récompensée du 15e prix Shōgakukan de 1970 ainsi que du 39e prix de l'Association des auteurs de bande dessinée japonais en 2010.

## Biographie
Née le 29 octobre 1939 à Shimonoseki, préfecture de Yamaguchi, Hideko Mizuno découvre le manga très tôt : à l'âge de 8 ans elle lit le manga La Nouvelle Île au trésor d'Osamu Tezuka ainsi que son livre Manga Daigaku qui enseigne les bases de la création du manga, grâce à ces deux livres elle prend pour modèle Tezuka et décide de devenir mangaka,. En 1952 à l'âge de 12 ans elle contribue régulièrement aux concours organisés par le magazine mensuel Manga Shōnen présidés par Tezuka. Bien que ses mangas ne soient jamais acceptés, ses efforts ne passent pas inaperçus : elle reçoit la mention honorable et l'éditeur Akira Maruyama de Kōdansha la remarque. En mars 1955 alors qu'elle s'apprête à quitter le collège pour travailler, ne souhaitant pas aller au lycée, elle reçoit un courrier de Maruyama, une commande d'une planche et deux illustrations pour le magazine Shōjo Club, Hideko Mizuno a alors 15 ans,.
Pendant une année et demie elle mène de front un travail alimentaire et le dessin pour Shōjo Club. Son premier manga publié en 1955, Akkake kōma pony est à l'image du reste de la carrière de la mangaka : l'histoire était à propos d'une « petite fille et d'un poney » et alors que son éditeur Mazuyama s'attendait à un manga sentimental avec une héroïne sensible et fragile qui était la norme dans les productions du magazine, Mizuno lui fournit un manga inspiré des films western avec une héroïne garçon manqué, et bien que le manga ne correspondait pas à ce qui était demandé, il fut tout de même publié. En 1956 Mizuno se rend une première fois à Tokyo où elle rencontre Tezuka, elle décide alors de devenir mangaka à temps plein. L'année suivante elle publie sa première série, Gin no hanabira, qui est un succès. En 1958, invitée par Tezuka, elle s'installe à Tokyo dans l'appartement Tokiwasō où elle vit et travaille avec les deux auteurs Shōtarō Ishinomori et Fujio Akatsuka, ensemble ils signent sous le pseudonyme U. Mia deux mangas collaboratifs pour le magazine Shōjo Club,. Elle ne reste à Tokiwasō qu'une année.
Continuant sa carrière de mangaka, les travaux de Mizuno rencontrent le succès et participent à l'élargissement du registre du shōjo manga : jusqu'au milieu des années 1960 les shōjo manga suivaient régulièrement la structure du haha-mono, centré sur la relation mère/fille, mais au cours des années 1960 plusieurs femmes mangaka, dont Mizuno introduisent un nouveau type d'histoire : la comédie romantique,. Elle adapte notamment deux films sous la forme de manga, avec Sabrina adapté dans le manga Sutekina cora (1963) et L'Homme tranquille adapté en Akage no scarlet (1966). En 1966 son manga Les aventures de Pollen rencontre suffisamment de succès pour être adapté en série d'animation en 1981. En 1969, les éditeurs expérimentent la publication de manga sous le format de volumes reliés, son manga Hoshi no tate-goto est sélectionné pour l'expérience et se vend à plus de 10 000 exemplaires, un succès pour l'époque. La même année Mizuno innove avec le manga Fire! en proposant le tout premier shōjo manga avec des scènes de sexes. Fire! est récompensé en 1970 par le prix Shōgakukan.
Au cours des années 1970, Mizuno, avec d'autres mangaka telles que Masako Watanabe ou Miyako Maki, se tourne vers un lectorat plus mature, adulte, au travers de magazines tels que Seventeen, même si elle doit alors ralentir sa production de manga pour s'occuper en tant que mère célibataire de son fils, né en 1973. Vers la fin des années 1970 elle diversifie son registre en créant des histoires de science-fiction, fantasy ou de récits historiques, toujours pour un public adulte, l'effort de Mizuno et de ses collègues se solde par la fondation des prémisses du ladies' comics manga au cours des années 1980.

## Œuvres principales
- Gin no hanabira (銀の花びら?), Shōjo Club, Kōdansha, 1956
- Sutekina cora (すてきなコーラ, Sutekina kōra?), Margaret, Shūeisha, 1963
- Cecilia (セシリア, Seshiria?), Margaret, Shūeisha, 1964
- Shiroi Troika (白いトロイカ, Shiroi toroika?), Margaret, Shūeisha, 1965
- Akage no scarlet (赤毛のスカーレット, Akage no sukāretto?), Margaret, Shūeisha, 1966
- Broadway no hoshi (ブロードウェイの星, Burōdouei no hoshi?), Margaret, Shūeisha, 1967
- Les aventures de Pollen (ハニー・ハニーのすてきな冒険, Hanī hanī no sutekina bōken?), Ribon, Shūeisha, 1966
- Fire! (ファイヤー!, Faiyaa!?), Seventeen, Shūeisha, 1969
- Hoshi no tate-goto (星のたてごと?), Shōjo Club, Kōdansha, 1969
- Rōnujuree no niwa (ローヌジュレエの庭?), Hana to yume, Hakusensha, 1976
- Victor-gai 31-ban (ヴィクトール街31番, Vikutōru-gai 31-ban?), Hana to yume, Hakusensha, 1976
- Hoffmann monogatari (ホフマン物語, Hofuman monogatari?), Seventeen, Shūeisha, 1986
- Ludwig II (ルートヴィヒII世, Rūtovihi II sei?), Chugoku Comics Sūri, Chuokoron Shinsha, 1986
- Elisabeth (エリザベート, Erizabēto?), Crea, Bungei Shunjū, 1993

## Distinctions
- 15e prix Shōgakukan de 1970 pour son manga Fire![11].
- 39e prix du ministre de la Culture en 2010 au prix de l'Association des auteurs de bande dessinée japonais, pour l'ensemble de sa carrière[13].

#### Documents centrés sur l'autrice
- (en) Masami Toku (directeur), « Profile and Interview with Hideko Mizuno », dans International Perspectives on Shojo and Shojo Manga : The Influence of Girl Culture, Routledge, 2015, 268 p. (ISBN 978-1-31761-075-5), p. 160-167.
- Matthieu Pinon et Laurent Lefebvre, « Hideko Mizuno », dans Histoire(s) du manga moderne : 1952-2014, Ynnis, 2016, 208 p. (ISBN 979-10-93376-40-0), p. 37.
- (en) Kimie Itakura, « Girl’s Manga Pioneer Mizuno Hideko : Her Message for the Modern Day », sur nippon.com, 18 février 2022 (consulté le 20 mars 2022).

#### Autres documents utilisés
- (en) Kálovics Dalma, « The missing link of shōjo manga history : the changes in 60s shōjo manga as seen through the magazine Shūkan Margaret », 京都精華大学紀要, no 49,‎ avril 2016 (lire en ligne [PDF], consulté le 20 mars 2022).
- (en) Yukari Fujimoto, « A Life-Size Mirror : Women's Self-Representation in Girls' Comics », Review of Japanese Culture and Society, vol. 4 « Women's Self-Representation and Culture »,‎ décembre 1991.
- Hervé Brient, « Une petite histoire du yaoi », Manga 10 000 Images, vol. 1 « Homosexualité et manga : le yaoi »,‎ mai 2008.